# Ментеше-бей
Ментеше-бей (осман. منتشه بك‎, тур. Menteşe Bey; ? — умер до 1295) — основатель бейлика Ментешеогуллары и правившей им династии.

## Биография
Согласно Ахмеду Шикари, автору истории Караманидов Караман-наме, отец Ментеше был курдского происхождения. Относительно имени отца Ментеше есть сведения из двух источников. В надписи на надгробии Ахмеда Гази (одного из правителей бейлика и, вероятно, внука Ментеше-бея) его имя написано как Ахмед Гази ибн Ибрахим ибн Орхан ибн Месуд ибн Ментеше ибн Эблистан ибн Кара-бей, что предполагает, что отца и деда Ментеше-бея звали Эблистан и Курт (Кара-бей). Однако Шикари писал, что отца Ментеше звали эмир ас-Сауахил Хаджжи Баха ад-Дин (Бахадир). Титул эмир отец Ментеше носил, поскольку служил наместником в Сивасе при сельджукском султане Алаеддине Кейкубаде II. Отец Ментеше получил от сельджуков в качестве икта прибрежный район залива Фетхие (Эмир ас-Сауахил означает «правитель побережья»). Впоследствии согласно Шикари отец Ментеше был визирем Мехмета Караманоглу.
Георгий Пахимер называл Ментеше «Салпакис» и пояснял, что это имя означает «мужественный». Н. Йорга проигнорировал это имя или прозвище, Э. Захариаду попыталась подобрать похожее имя и назвала бея «Саламат-бей Ментешеоглу». В. Томашек предположил, что «Салпакис» — это титул, аналогичного мнения придерживался и П. Виттек. Оба историка предложили свои варианты для прочтения этого титула: «алп-бей» и «сахиль беги». Однако, по мнению К. Жукова, «можно сделать вывод, что в данном случае мы встречаемся с первыми упоминаниями византийскими авторами титула челеби», а сам Ментеше-бей — один из первых носителей этого титула. Известно, что в 1291 году Ментеше находился в зависимости от сельджуков, поскольку в это время в Милясе были отчеканены монеты султана Месуда. Согласно Еремееву и Мейеру Ментеше начал деятельность как вассал Караманидов, затем он основал бейлик на территории византийской провинции Кария. Резиденция его, по словам Максима Плануда, была в Галикарнасском мавзолее.
Расположение бейлика на берегу Эгейского моря определило деятельность Ментеше и его потомков. Она была направлена на увеличение своих территорий и расширение торговых связей.
В восточных источниках Ментеше-бей впервые упоминается в связи с его участием в восстании Джимри в 1276/77 году вместе с Мехмедом Караманоглу. Автор анонимной сельджукской хроники, созданной во второй половине XIII века в Конье, писал, что Ментеше и Мехмед в 1277 году захватили Конью.
Первое упоминание о бее Ментеше в греческих источниках встречается позднее у Георгия Пахимера и относится к захвату Тралл и Ниссы. Тюрки разграбили окрестности Палатии (Балат в окрестностях Милета), и Михаил VIII попытался противостоять им и послал (в 1278, 1279 или 1280 году) в Малую Азию войско под командованием Андроника, который укрепил Траллы в надежде сохранить город. Но турецкая армия во главе с «Мантахиасом» (греч. Μανταχίας), как Георгий Пахимер называл Ментеше, покорила Тралл и Ниссу, присоединив их к своей территории. Существуют расхождения в дате захвата города турками — 1282, 1283 или 1284 год, в зависимости от датировки укрепления Михаилом города.
В  690/1291 году в Милясе в бейлике была отчеканена монета от имени сельджуского султана Масуда II, из этого можно заключить, что Ментеше сначала находился под суверенитетом сельджуков. После осады Коньи Гюнери-беем Караманидом Гайхату в конце 1291 года пришёл в Анатолию и разграбил земли бейликов, в том числе и Ментеше. Согласно «Анонимному грузинскому хронографу» монголы разграбили земли Ментеше после разорения бейликов Қараманогулларов и Эшрефогулларов. Денизли монголы осаждали 5 месяцев. В монгольской армии воевали сын царя Деметре II Давид и грузинское войско.
Хотя неизвестно, когда Ментеше-бей умер, считается, что это произошло после 1293 года и не позднее 1295 года. Обстоятельства смерти описаны византийцами. Ментеше-бей захватил Милет, но вскоре против тюрок был направлен Алексей Филантропен. Максим Плануд сообщал в письме, что летом 1295 года под Приеной византийцы разбили войска «турецкого бея Салампакиса», резиденцией которого был Мавзолей в Галикарнасе и изгнали турок из Қарии. Сам Салампакис (Салпакис) при этом погиб, а его старшая жена («Первая из жён перса Сала(м)бакиса») и казна стали добычей византийцев. Вдова Ментеше была вынуждена вести переговоры с византийцами. Когда Алексий Филантропен, византийский полководец, двинулся на юг через Мендерес в 1296 году, Ментеше-бей был уже мёртв.

## Сыновья Ментеше
После смерти Ментеше беем стал его сын Месуд. Другой сын Ментеше, Кирман (Керман), правил в Финике, при этом, неизвестно, подчинялся ли Кирман Месуду или же враждовал с ним. Зять Кирмана Ментеше, Сасан, «успел подчинить себе» Приену, хотя согласно Энвери Сасан захватил не Приену, а Бирги, который у него потом отобрал Мехмед Айдыноглу.

## Керман
Ментеше (Мантахиас) упоминается Георгием Пахимером трижды: в Книге VI Истории и в списке тюркских вождей в Книге XI это Карманос Салпакис, а в Книге XIII — Карманос Мантахиас, названный тестем Сасана. П. Виттек и Е. Мерчил считают Карманоса/Кирмана Мантахиаса сыном Мантахиаса Салпакиса. В то время, как А. Файер считал, что «Карманос» у Пахимера указывает лишь на то, что Мантахиас был вассалом Гермияна.